# 이리니 두케나

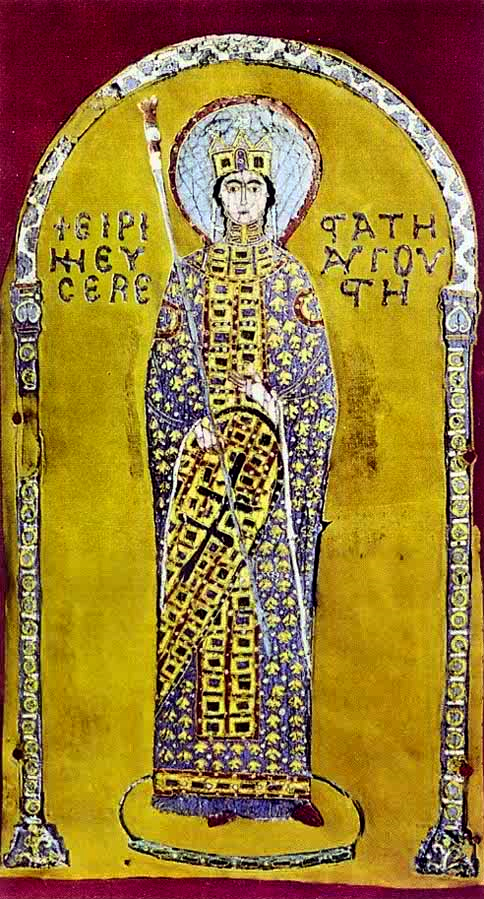

이리니 두케나(그리스어: Ειρήνη Δούκαινα, 1066년 ~ 1123년 또는 1133년)는 동로마 황제 알렉시오스 1세 콤니노스의 황후이자 요안니스 2세 콤니노스 황제와 안나 콤니니 공주의 모후이다.

## 알렉시오스와 이리니의 즉위
이리니는 1066년 안드로니코스 두카스와 불가리아의 마리아 사이에서 태어났다. 그녀의 아버지 안드로니코스는 콘스탄티노스 10세 황제의 조카이자 미하일 7세 황제의 사촌이다.
이리니는 그녀의 나이 11세 때인 1078년 알렉시오스 콤니노스와 결혼하였다. 두 사람의 혼인으로 두카스 가문은 알렉시오스 콤니노스를 강력하게 지원하여 1081년 니키포로스 3세가 퇴위하자 알렉시오스를 제위에 앉히려고 시도하였다. 알렉시오스 콤니노스의 어머니인 안나 달라세네는 두카스 가문과는 원수지간이었다. 그래서 그녀는 자신의 아들을 이리니와 이혼시키고 미하일 7세와 니키포로스 3세 두 황제의 전 아내인 알라니아의 마리아와 결혼시키려고 하였다. 실제로 이리니는 알렉시오스 콤니노스의 황제 대관식에 참석하지 못하였다. 그렇지만, 두카스 가문은 당시 콘스탄티노폴리스 총대주교인 코스마스 1세가 그녀를 황후로 인정하리라고 확신을 가졌으며, 1주일이 지나자 총대주교는 이리니를 황후 자리에 앉혔다. 안나 달라세네는 이를 순순히 따랐지만, 코스마스 1세를 즉각 총대주교직에서 강제로 내쫓았으며 에우스트라티오스 가디다스가 새 총대주교 자리에 올랐다.
황태후가 된 안나는 20년 후에 타계할 때까지 계속 황궁에 살면서 아들의 일에 간섭하였다.

## 알렉시오스 사후
이리니는 알렉시오스 1세에게 아들인 요안니스 2세 콤니노스 대신 니키포로스와 안나 콤니니를 후계자로 지명해달라고 자주 건의하였다. 니키타스 코니아테스에 의하면, 사랑스러운 아내라기보다는 잔소리가 심한 여편네였던 이레네는 ‘자신이 행사할 수 있는 모든 영향력을 딸인 안나에게 행사하였으며, 아들 요안니스를 중상모략할 기회는 어떻게든 잡으려고 노력하였다. … 그녀는 요안니스를 무분별하고 쾌락주의적이며 나약한 성격을 가졌다고 모함하였다.’ 그러나 알렉시오스는 안정된 왕조를 위하여 자신의 아들인 요안니스가 자신의 뒤를 잇기를 원했기 때문에 다른 일로 바쁜 척 하면서 이리니를 피하다가 결국엔 참을성을 잃고 호되게 힐책하였다.
이리니는 1118년 알렉시오스 1세가 임종할 때 곁에서 그를 지켰으며, 그러는 동안에도 여전히 니키포로스와 안나를 다음 제위에 오르게 하려는 계략을 꾸몄다. 그러나 알렉시오스는 요안니스에게 제위를 물려주기로 이미 약속하였으며, 요안니스가 부황의 옥새를 가져가자 이리니는 그를 옥새를 훔쳐 반역 행위를 하려 한다며 비난하였다. 알렉시오스가 마침내 서거하자, 이리니는 진심으로 슬퍼하였다. 그리고 딸 에우도키아 공주가 자기 남편이 죽었을 때 입었던 소복을 이리니에게 주어 입히게 하였다. 그렇지만, 이리니는 곧 요안니스를 제위에 오르지 못하도록 안나와 음모를 꾸몄다. 그러나 그녀들의 음모는 성공하지 못하였으며 두 사람은 강제로 황궁에서 쫓겨나 케카리토메네 수녀원으로 유폐되었다. 비록 궁중에서 쫓겨난 신세이기는 하였지만, 이리니는 그곳에서 빈민들에게 음식을 만들어 먹이고 고아 소녀들을 가르치는 일 등을 하면서 평화를 느꼈다. 이리니는 사위 니키포로스 브리엔니오스가 역사책을 집필할 때 많은 영향을 끼쳤으며 오리드의 테오필락토스와 미하일 이타리코스 등 위대한 문학가들과도 서신을 주고받았다.

## 자녀
이레네는 알렉시오스 1세와의 사이에서 총 아홉 명의 자녀를 두었다.
- 안나 콤니니 (1083–1153)
- 마리아 콤니니
- 요안니스 2세 콤니노스 (1087–1143)
- 안드로니코스 콤니노스
- 이사키오스 콤니노스
- 에우도키아 콤니니
- 테오도라 콤니니
- 마누일 콤니노스
- 조이 콤니니